# まねきや
まねきや（英語: Manekiya）は、株式会社水野が運営する、ブランド品、貴金属、宝石、時計、骨董品などの買取専門店である。

## 概要
まねきやは、店頭・宅配・出張による買取、およびLINEによる査定サービスを提供する買取専門店である。法人向け事業としては、業者向け古物市場である「まねきやオークション（マネオク）」を運営している。

## サービス
まねきやが行っているサービスは以下のとおりである。
- 店頭買取
- 宅配買取
- 出張買取
- LINE査定
- 業者向けオークション

## 店舗
2025年時点で、全国に12店舗を展開している。

## 沿革
- 2008年9月：「おたからや」とのフランチャイズ契約により買取事業を開始[2]。
- 2009年7月：株式会社水野を設立。
- 2014年1月：大阪市北区の三共梅田ビルに本社を移転。
- 2014年2月：通販向け実店舗「MIDUNOYA」を開設。
- 2019年12月：プライバシーマーク（Pマーク）を取得。
- 2021年5月：自社ブランド買取店「まねきや」を立ち上げ。
- 2022年11月：シャネル・リユース販売専門店「CO&CO 銀座イグジットメルサ店」を開設。
- 2023年9月：「まねきやオークション（マネオク）」を開始[3]。
- 2024年9月：マネオクの自社会場開催を実施。

## 加盟団体
- 一般社団法人日本流通自主管理協会（AACD）[4]